# Oleksandra Matviiciuk
Oleksandra Veaceslavivna Matviiciuk (în ucraineană Олександра В’ячеславівна Матвійчук; n. 8 octombrie 1983, Boiarka, Kîievo-Sveatoșînskîi raion, RSS Ucraineană, URSS) este o avocată ucraineană specializată în drepturile omului, reprezentantă a societății civile, care trăiește în Kiev. Ea conduce organizația non-profit Centrul pentru Libertăți Civile și militează activ pentru reforme democratice în țara ei și în regiunea OSCE.

## Educație
Oleksandra Matviiciuk a urmat cursurile Universității Naționale Taras Shevchenko din Kiev, absolvind un Master în drept (LLM) în 2007. În 2017, a fost prima femeie care a participat la programul „Lideri Ucraineni în Devenire" organizat de Universitatea Stanford.

## Carieră
Încă de la înființarea Centrului pentru libertăți civile, din 2007, Matviichuk a lucrat pentru această organizație non-profit.
În 2012 Matviiciuk a devenit membră a Consiliului Consultativ din cadrul Comisarului pentru Drepturile Omului al Parlamentului Ucrainean (Rada Supremă).
După represiunea violentă a demonstrațiilor pașnice din Piața Independenței din Kiev la 30 noiembrie 2013, ea a coordonat inițiativa cvică SOS Euromaidan⁠(Euromaidan SOS)[SOS&page=%D0%84%D0%B2%D1%80%D0%BE%D0%BC%D0%B0%D0%B9%D0%B4%D0%B0%D0%BD+SOS&targettitle=SOS+Euromaidan traduceți]. Scopul Euromaidan SOS a fost de a oferi asistență juridică victimelor Euromaidan din Kiev și din alte orașe ucrainene, precum și de a colecta și analiza informații cu scopul de a-i proteja pe protestatari și de a oferi evaluări ale situației protestelor. De atunci, Matviiciuk a desfășurat mai multe campanii internaționale de mobilizare pentru eliberarea prizonierilor de conștiință, cum ar fi campania #letmypeoplego și acțiunea globală #SaveOlegSentsov pentru eliberarea persoanelor întemnițate ilegal în Rusia, Crimeea și Donbasul ocupat. Ea este autoarea unui număr de rapoarte către diferite organisme ONU, Consiliul Europei, Uniunea Europeană, OSCE și a mai multor sesizări la Curtea Penală Internațională de la Haga.
La 4 iunie 2021, Matviiciuk a fost nominalizată în Comitetul împotriva torturii din cadrul Națiunilor Unite și a făcut istorie ca prima femeie candidată a Ucrainei în sistemul de monitorizare a tratatului ONU. Ea a candidat cu o platformă pentru a limita violența împotriva femeilor în zone și perioade de conflict.
Între Revoluția demnității (2014) și 2022, ea s-a concentrat pe documentarea crimelor de război din timpul războiului din Donbas. La întâlnirea din 2014 cu vicepreședintele Statelor Unite, Joe Biden, ea a pledat pentru mai mult sprijin armat pentru a ajuta la încheierea războiului.
După invazia rusă a Ucrainei din 2022, Matviiciuk a apărut în mass-media internațională pentru a reprezenta societatea civilă ucraineană, în special în legătură cu problemele care se referă la persoanele strămutate intern și la problema crimelor de război, precum și a altor probleme legate de drepturile omului. Potrivit Foreign Policy, ea a susținut crearea unei „curți hibride” speciale pentru a investiga problemele crimelor de război și încălcările drepturilor omului.

## Premii și onoruri
În 2007, Oleksandra Matviiciuk a fost distinsă cu Premiul Vasyl Stus pentru „[...] poziție civică clară și prezență activă în spațiul cultural ucrainean”. Este cea mai tânără câștigătoare din istoria premiului.
În 2015, Matviiciuk a devenit un laureată a „premiului Lindebrække pentru democrație și drepturile omului” din Norvegia. Președintele juriului și fostul ministru al Afacerilor Externe din Norvegia, Jan Petersen și-a motivat selecția: „Este important să îi susținem și să îi recunoaștem pe cei care au luat parte la mișcarea pentru democrație a Ucrainei. Cei care au lucrat zi și noapte, vorbind pentru o dezvoltare democratică în Ucraina – și mai târziu investigând crimele petrecute la Maidan”. La 24 februarie 2016, 16 delegații la OSCE i-au oferit lui Matviiciuk premiul „Apărător al Democrației” pentru „contribuția exclusivă la promovarea democrației și a drepturilor omului”. Ambasada SUA în Ucraina a recunoscut-o apoi pe Matviiciuk drept „Femeia curajoasă a Ucrainei” în 2017 pentru „devotamentul ei constant și curajos în apărarea drepturilor poporului ucrainean”. În septembrie 2022 Matviiciuk și Centrul pentru Libertăți Civile (organizația condusă de Matviiciuk) s-au numărat printre laureații Premiului Right Livelihood pentru munca lor cu instituțiile democratice ucrainene și pentru urmărirea răspunderii pentru crimele de război. În decembrie 2022, ea a fost recunoscută în lista „BBC 100 de femei” realizată de BBC.
Centrul pentru libertăți civile a primit Premiul Nobel pentru Pace 2022, împreună cu Ales Bialiatski și organizația rusă Memorial. Acesta a fost primul premiu Nobel acordat unui cetățean sau organizație ucraineană.
Rezumat
- 2022 - Premiul Right Livelihood
- 2021 - Candidatul Ucrainei la Comitetul ONU împotriva torturii[27]
- 2017 - Premiul „Ukrainian Woman of Courage” de la Ambasada SUA. [28] [29]
- 2016 - Premiul Apărător al Democrației, Adunarea Parlamentară a OSCE [30] [31]
- 2015 - „Premiul Sjur Lindebrække pentru democrație și drepturile omului”, acordat de partidul politic de centru-dreapta norvegian Høyre[32]
- 2007 - Premiul Vasyl Stus, Centrul Ucrainean al PEN International [33]

## Selecție publicații (în limba engleză)
„Peninsula fricii: Cronici ale ocupației și încălcării drepturilor omului în Crimeea”/„The Fear Peninsula: Chronicles of Occupation and Violation of Human Rights in Crimea”
„Prețul libertății”/„The Price of Freedom” – Rezumatul raportului public al organizațiilor pentru drepturile omului privind crimele împotriva umanității comise în perioada Euromaidan
„28 de ostatici de la Kremlin”/„28 Kremlin Hostages” - Principalele încălcări ale legii și perspective de eliberare